# Limburger Dom
Limburger Dom är en romersk-katolsk domkyrka (eller dom) i staden Limburg an der Lahn, i förbundslandet Hessen i Tyskland. Den ligger uppe på en hög klippa i staden, invid floden Lahn.

## Kyrkobyggnaden
Kyrkan är från 1200-talet och betraktas som ett av den tyska övergångsstilens mer betydande verk. Övergångsstil är en sen romansk stil med inslag av gotik. 
Övergångsstilen förekommer just kring 1200-talet då den romanska stilen var gammal och övergavs mer och mer och gotiken istället vann insteg. I Tyskland uppkom en speciell övergångsstil mellan de gamla och nya stilarna, i och med att romanska kyrkor byggdes med alltmer gotiska inslag. Det är denna domkyrka ett exempel på.

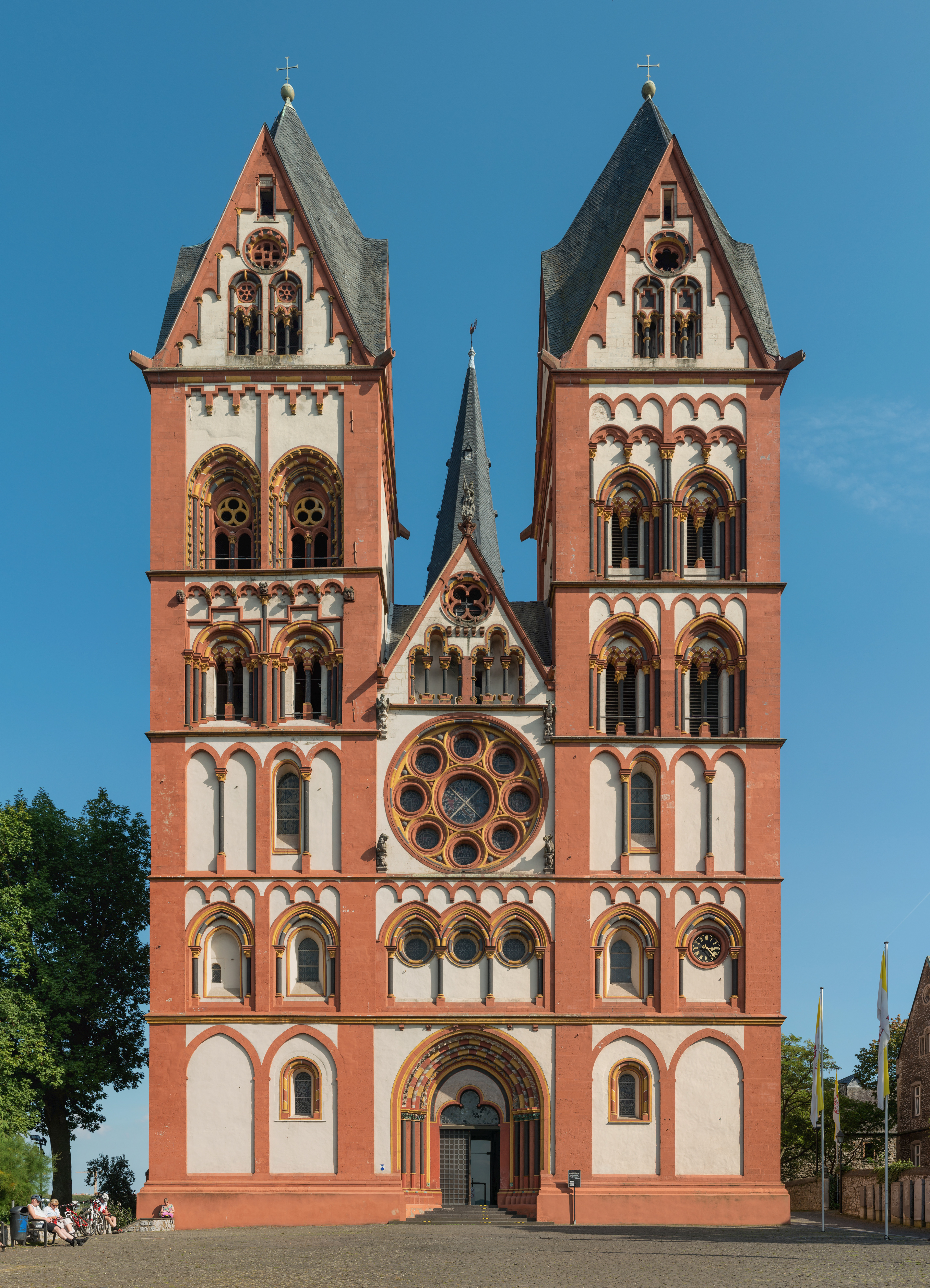
Domens västfasad
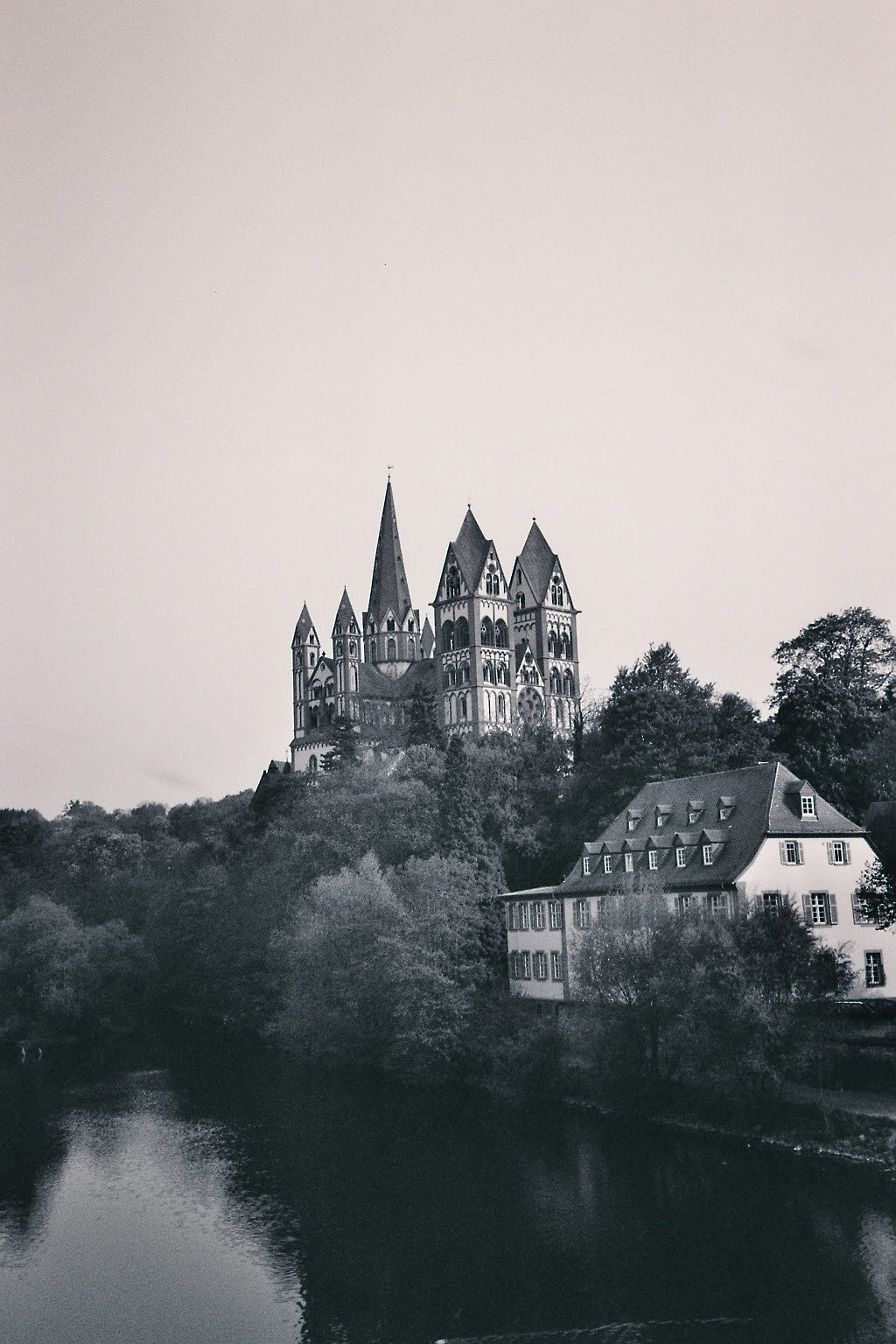
Domen från floden Lahn
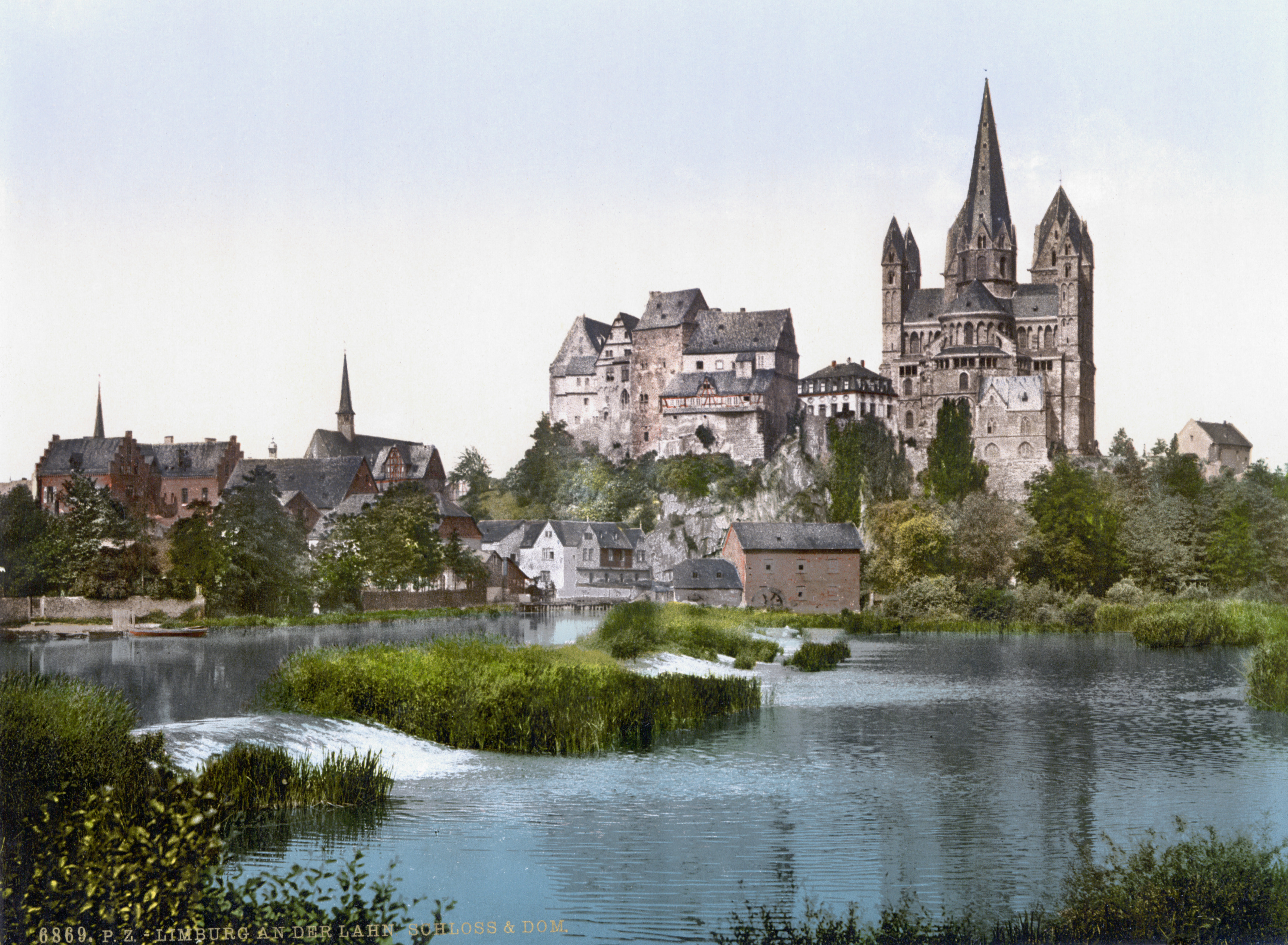
Domen omkring år 1900, också sedd från floden
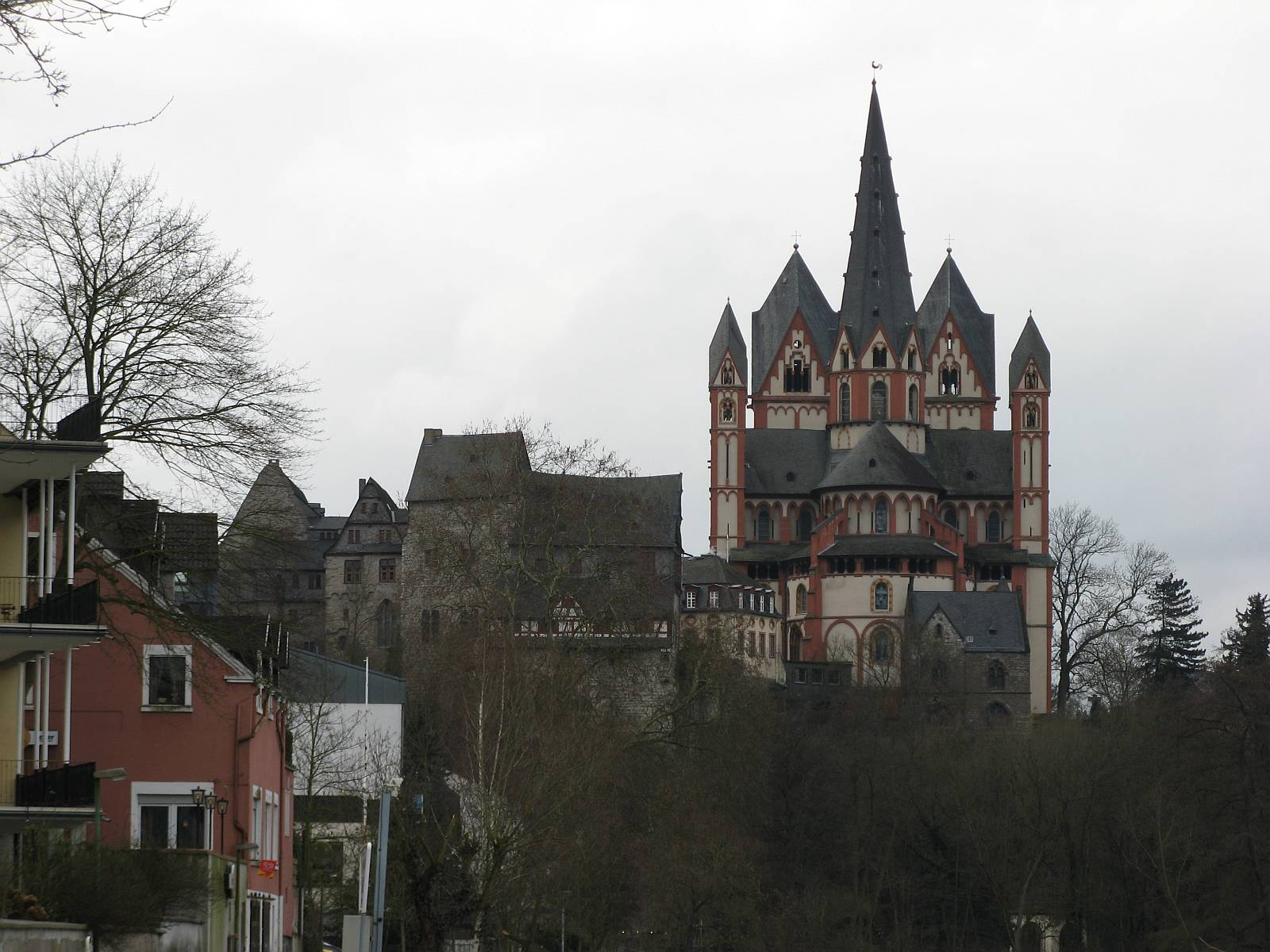
Domen från öster
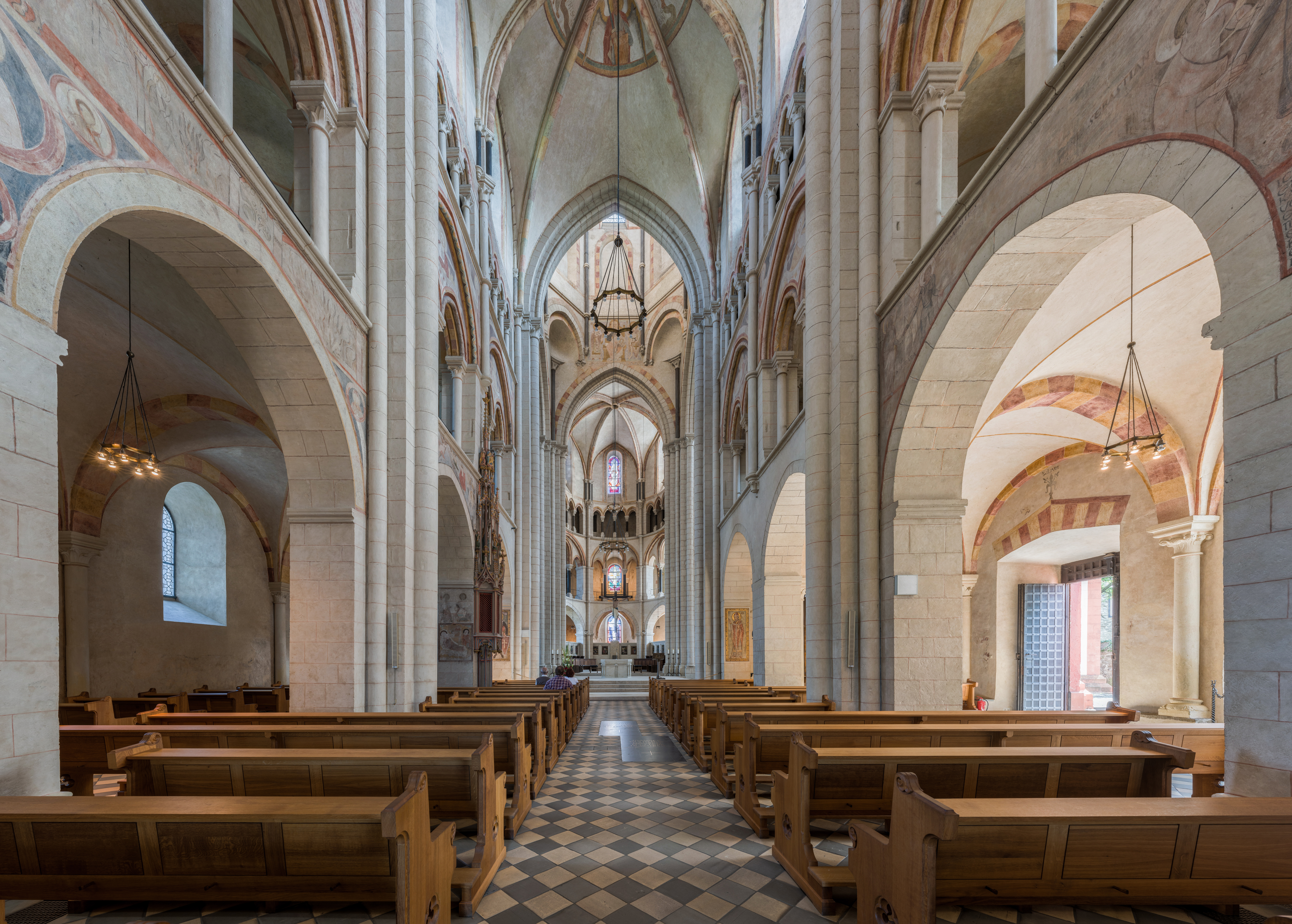
Domens skepp